# Římskokatolická farnost Háj ve Slezsku
Římskokatolická farnost Háj ve Slezsku (dříve Římskokatolická farnost Chabičov) je farnost římskokatolické církve v děkanátu Hlučín ostravsko-opavské diecéze.
Roku 1820 obec Chabičov pořídila kapli svatého Valentina, v níž se několikrát ročně konala mše. Ta sloužila jako provizorní farní kostel až do postavení nového kostela svatého Valentina v novorománském slohu v letech 1910–1911 (vysvěcen 17. září 1911), poté byla odsvěcena a používána jako požární zbrojnice; zanikla roku 1945 v důsledku válečných událostí.
Ostatní sídla ve farnosti mají či měla jen kaple:
- Háj ve Slezsku, kaple Nanebevzetí Panny Marie z roku 1866, nyní využívána jako výstavní prostor;
- Jilešovice, obecní kaple svatého Jana Nepomuckého z roku 1864 a kaplička na kopci při cestě do Chabičova.

## Historie
Farnost se sídlem v Chabičově byla zřízena roku 1905. Její obvod zahrnoval na počátku jen vesnici Chabičov s osadou Svoboda (Háj ve Slezsku), které byly do té doby součásti farnosti Velká Polom. K 1. lednu 1925 k ní byla připojena smolkovská část osady Háj ve Slezsku, do té doby spadající pod farnosti Hrabyně, a roku 1931 vesnice Jilešovice, do té doby spadající pod farnosti Plesná.
Farnost Chabičov / Háj ve Slezsku byla při vzniku přidělena k děkanátu Bílovec. U toho zůstala do roku 1952, kdy byla při nové organizaci děkanátů navazující na správní reformu z roku 1949 přidělena k děkanátu Opava. U toho zůstala jen do reorganizace církevní správy k 1. lednu 1963, kdy byla přidělena k děkanátu Hlučín. Do roku 1996 byla součástí arcidiecéze olomoucké, od uvedeného roku pak nově vytvořené diecéze ostravsko-opavské.

## Bohoslužby
| Kostel               | Místo          | Bohoslužba (den)                          | Hodina                                             | Poznámka               |
| -------------------- | -------------- | ----------------------------------------- | -------------------------------------------------- | ---------------------- |
| Kostel sv. Valentina | Háj ve Slezsku | neděle pondělí úterý středa čtvrtek pátek | 9.00 17.00/18.00 7.00 17.00/18.00 7.00 17.00/18.00 | farní kostel zima/léto |

## Duchovní správci
Duchovními správci v Háji ve Slezsku byli:
- 1905–1925 Karel Tesárek
- 1925–1939 Karel Svára
- 1940–1945 Pavel Gemza
- 1945–1952 Antonín Rychlý
- 1954–1990 Miroslav Juřen
- 1990–? Jan Kučera
- ?–? Martin Šmíd
- ?–2007 Heřman Josef G. Rakowski OPraem.
- 2007–2008 Andrej Bakoň
- od 2008 Roman Dlouhý